# Spending My Time
Spending My Time è un singolo del duo svedese Roxette, pubblicato nel 1991 come quarto estratto dall'album Joyride.
Una versione remix del brano è stata realizzata da MC King Carli e Dr Renault nel luglio 1991, mentre una versione in lingua spagnola, intitolata Un Día Sin Tí, è stata registrata per l'album Baladas En Español.

## Tracce
7"
1. Spending My Time [Album Version] - 4:39
2. The Sweet Hello, The Sad Goodbye - 4:49

12"
- Lato A

1. Spending My Time [Electric Dance Remix] - 5:27

- Lato B

1. Spending My Time [Album Version] - 4:39
2. The Sweet Hello, The Sad Goodbye - 4:49

CD Maxi
1. Spending My Time [Album Version] - 4:39
2. The Sweet Hello, The Sad Goodbye - 4:49
3. Spending My Time [Electric Dance Remix] - 5:27
4. Spending My Time [Electric Dance Remix Instrumental] - 5:27

## Classifiche
| Classifica (1991) | Posizione più alta |
| ----------------- | ------------------ |
| Svizzera          | 15                 |
| Canada            | 9                  |
| Austria           | 16                 |
| Germania          | 9                  |
| Italia            | 9                  |
| Svezia            | 11                 |
| Australia         | 16                 |
| Billboard Hot 100 | 32                 |